# La Limouzinière
 La Limouzinière  es una población y comuna francesa, situada en la región de Países del Loira, departamento de Loira Atlántico, en el distrito de Nantes y cantón de Saint-Philbert-de-Grand-Lieu.

## Demografía
| 1227 | 1244 | 1233 | 1147 | 1279 | 1405 |
| Para los censos de 1962 a 1999 la población legal corresponde a la población sin duplicidades (Fuente: INSEE [Consultar]) |      |      |      |      |      |